# کاکتوس‌های دنده‌باریک
استنوکاکتوس(نام علمی: Stenocactus) نام یک سرده از تیره کاکتوس است.